# Praag-Suchdol
Praag-Suchdol (Tsjechisch: Praha-Suchdol) is een gemeentelijk district van de Tsjechische hoofdstad Praag die bestaat uit de wijk Suchdol en een deel van de wijk Sedlec. Het district ligt in het noorden van de stad en is onderdeel van het administratieve district Praag 6. Praag-Suchdol grenst in het zuiden aan de districten Praag-Lysolaje en Praag 6. In het oosten ligt Praag 8. Ten westen en noorden van Suchdol ligt de gemeentegrens van Praag. Aan de andere kant van de grens liggen de gemeenten Horoměřice, Únětice en Roztoky, allen onderdeel van de okres Praha-západ.
In de wijk Suchdol is de campus van de Tsjechische Landbouwuniversiteit Praag gevestigd.
Praag 1 · Praag 2 · Praag 3 · Praag 4 · Praag-Kunratice · Praag 5 · Praag-Slivenec · Praag 6 · Praag-Lysolaje · Praag-Nebušice · Praag-Přední Kopanina · Praag-Suchdol · Praag 7 · Praag-Troja · Praag 8 · Praag-Březiněves · Praag-Ďáblice · Praag-Dolní Chabry · Praag 9 · Praag 10 · Praag 11 · Praag-Křeslice · Praag-Šeberov · Praag-Újezd · Praag 12 · Praag-Libuš · Praag 13 · Praag-Řeporyje · Praag 14 · Praag-Dolní Počernice · Praag 15 · Praag-Dolní Měcholupy · Praag-Dubeč · Praag-Petrovice · Praag-Štěrboholy · Praag 16-Radotín · Praag-Lipence · Praag-Lochkov · Praag-Velká Chuchle · Praag-Zbraslav · Praag 17-Řepy · Praag-Zličín · Praag 18-Letňany · Praag 19-Kbely · Praag-Čakovice · Praag-Satalice · Praag-Vinoř · Praag 20-Horní Počernice · Praag 21-Újezd nad Lesy · Praag-Běchovice · Praag-Klánovice · Praag-Koloděje · Praag 22-Uhříněves · Praag-Benice · Praag-Kolovraty · Praag-Královice · Praag-Nedvězí